# Rodrigo Dávila Chapoy
Rodrigo Dávila Chapoy (Ciudad de México, 22 de diciembre de 1979) es un cantante y músico mexicano, conocido por ser vocalista del grupo pop punk y rock Motel.
Es hijo de la conductora de Televisión Azteca Pati Chapoy y el también cantante Álvaro Dávila. Desde su niñez formó parte de varias bandas experimentales.
Cantante miembro de la Banda mexicana “Motel” 
Además de participar con apoyo musical en la serie continuación de la novela mexicana Rebelde Netflix

## Inicios
Rodrigo estudió composición clásica, guitarra clásica y music synthesis en escuelas como el IAA de California, el CIEM de la Ciudad de México y en Berklee College of Music de Boston, MA.
En 2002, junto con Guillermo "Billy" Méndez, comienza a formar la base para una banda que hoy es Motel, la banda comenzó sólo con Billy y Rodrigo, estos sólo tocaban en algunos bares de la Ciudad de México, hasta que decidieron incorporar a la banda a Pepe y Rubén los cuales trabajaban junto con Benny Ibarra y Fhernando Alberto.
En junio de 2012 participó en la canción "Adelante" de los Juegos Olímpicos de Londres 2012 junto a Ha*Ash, Paty Cantú y María León de Playa Limbo.
En 2013, vuelven a estar Billy y Rodrigo como únicos integrantes de la banda.
El 16 de abril de 2020, participa en el sencillo benéfico «Resistiré México» junto a varios artistas.

## Vida personal
En el 2014 contrae nupcias con Manne Felici, en septiembre de ese mismo año anuncian la espera de su primer hijo.
El 9 de febrero de 2015, dan a conocer el nacimiento de su primera hija, la cual llevara el nombre de Martina.